# Aiguille du Tacul
L'Aiguille du Tacul (3.438 m s.l.m.) è una montagna del Massiccio del Monte Bianco nel Gruppo di Rochefort. Si trova interamente in territorio francese a nord del Dente del Gigante.

## Caratteristiche
La montagna separa il Ghiacciaio del Tacul dal Ghiacciaio di Leschaux.
Dalla montagna inizia una cresta che sale verso sud e passando per Les Périades ed il Mont Mallet raggiunge l'Aiguille de Rochefort.